# Single

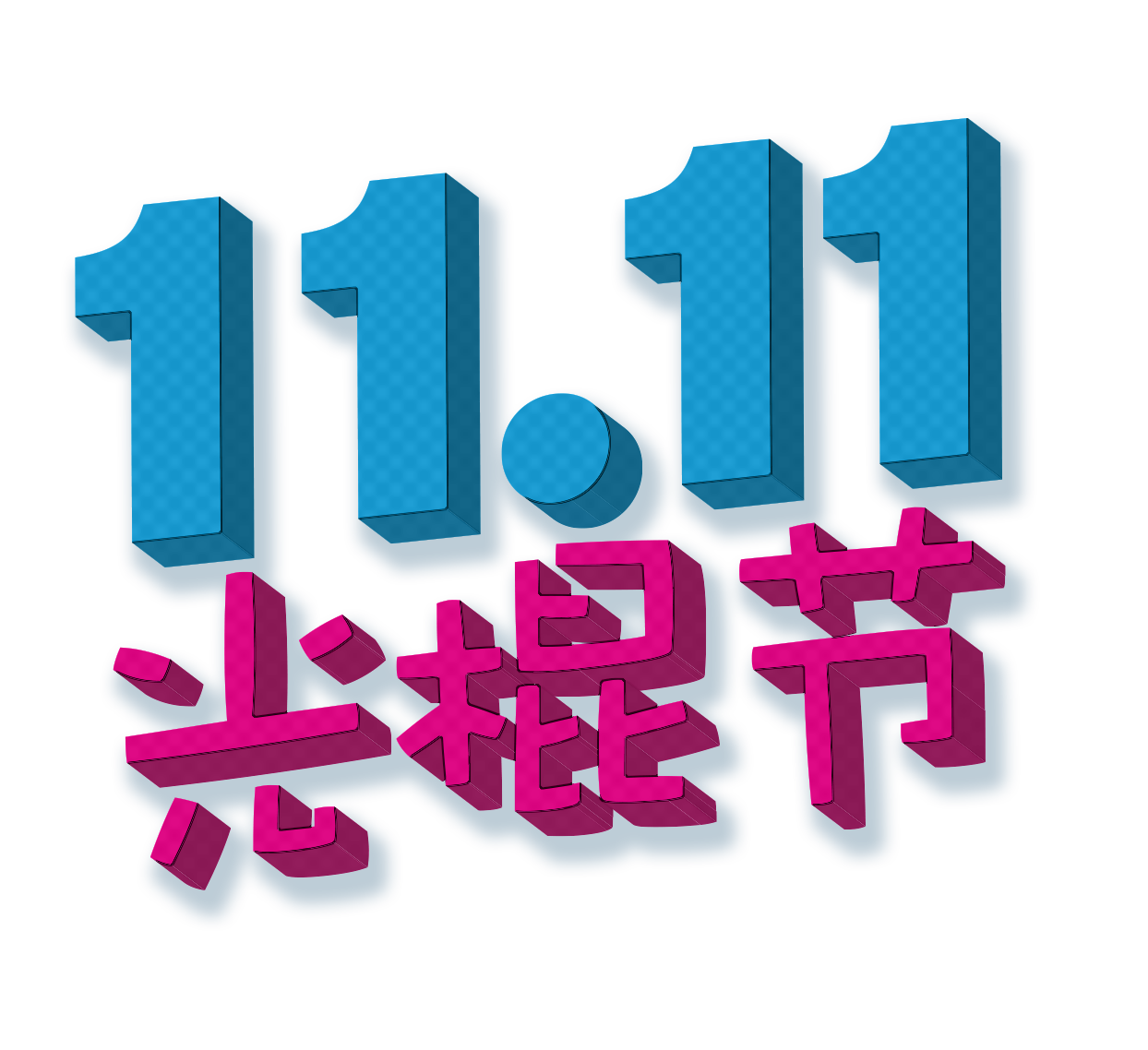
Illustrazione in lingua cinese del "giorno dei single"

Single (lett. "singolo") è un particolare status di una persona non impegnata in nessuna relazione stabile di tipo sentimentale o personale, quali dating a lungo termine, fidanzamento o matrimonio, e che vive da sola, nella maggior parte della casistica per libera scelta.. La parola single si distingue da celibe o nubile perché indica la situazione sentimentale e non lo stato civile.

## Storia personale
Le persone possono restare single per vari motivi, tra i quali scelte personali di tipo economico, emotivo o legate all'aspetto fisico o alla salute, oppure ancora per vincoli dovuti alla carriera professionale, a credenze religiose o al fatto di abitare in zone dove non ci sono abbastanza persone per le quali provano attrazione sessuale e/o sentimentale. In certi contesti culturali, come ad esempio in alcune nazioni asiatiche, molti single fanno questa scelta perché non provano interesse per il matrimonio, la convivenza o altre forme di rapporto di coppia istituzionalizzato.

## Nel marketing
I giovani single hanno un rilevante potere di acquisto. Avendo relativamente pochi obblighi economici verso altri tendono ad essere tra i primi acquirenti di abiti collegati a mode nelle prime fasi della loro diffusione e ad acquistare beni o servizi legati all'intrattenimento e viaggi, e si caratterizzano come consumatori piuttosto auto-indulgenti. Proprio per questo per alcuni prodotti i servizi di marketing si focalizzano su di loro.

## Festività
In Cina si festeggia, l'11 novembre di ogni anno, il giorno dei single (光棍节S, Guānggùn JiéP).

## In Italia
Secondo l'ISTAT, al 2023 i single sono il 33.2% degli italiani (contro il 31.2% delle famiglie), quasi il 10% in più rispetto al periodo 2001-2002.
Fino a 45 anni gli uomini single per scelta sono l'11% del totale (contro il 6% delle donne), mentre dai 45 ai 65 i separati non risposati sono l'8% (contro il 5% delle donne); sopra i 65 anni, le vedove sono il 27% (contro il 7% dei vedovi), ma le nubili sono il 5% (contro il 5% di celibi).